# Fascellina nigrochromaria
Fascellina nigrochromaria là một loài bướm đêm trong họ Geometridae.